# 렁가밍
렁가밍(광둥어: 梁嘉明 Loeng4 gaa1 ming4, 중국어 정체자: 梁嘉明, 병음: Liáng Jiāmíng 량자밍[*], 한자음: 양가명, 1988년 12월 19일~)은 홍콩의 펜싱 선수로 주 종목은 에페이다. 2012년 하계 올림픽에 홍콩 국가대표로 참가했다.

## 경력
13세에 펜싱을 시작했으며 홍콩 성시 대학에서 사회학을 전공했다. 2008년에 홍콩 주니어 에페 국가대표로 발탁되었으며 그 해 10월 대한민국 양구에서 열린 아시아 주니어 선수권 대회에 참가했다. 그는 이 대회에서 개인전 23위, 단체전 7위를 기록했다.
2010년에 홍콩 펜싱 에페 국가대표로 발탁되었으며 그 해 7월에 대한민국 서울에서 열린 아시아 선수권 대회에 참가했다. 그는 이 대회에서 개인전 27위에 올랐고 우시우청, 라우감탄, 처이이우중과 함께 출전한 단체전에서는 카자흐스탄팀과 함께 동메달을 획득했다.
2012년 7월 영국 런던에서 열린 2012년 하계 올림픽 남자 에페 개인전에 홍콩 국가대표로 참가하였다. 그는 32강에서 2011년 세계 선수권 대회 개인전 우승자인 이탈리아의 파올로 피초와의 접전 끝에 15-14로 1점차로 패했다.